# Medzibrodie nad Oravou
Medzibrodie nad Oravou este o comună slovacă, aflată în districtul Dolný Kubín din regiunea Žilina. Localitatea se află la altitudinea de 493 m deasupra n.m., se întinde pe o suprafață de 6,576 km2 și în 2017 număra 527 de locuitori.

## Istoric
Localitatea Medzibrodie nad Oravou este atestată documentar din 1408.

## Demografie
| An:                | 1994 | 2004   | 2014    | 2024    |
| ------------------ | ---- | ------ | ------- | ------- |
| Număr de persoane: | 416  | 438    | 503     | 626     |
| Diferență:         |      | +5,28% | +14,84% | +24,45% |

| An:                | 2023 | 2024   |
| ------------------ | ---- | ------ |
| Număr de persoane: | 610  | 626    |
| Diferență:         |      | +2,62% |